# 2002年太平洋生命公開賽
2002年太平洋生命公開賽于2002年3月6日至3月16日在美國印第安維爾斯舉行，為第26屆賽事，ATP是大師系列賽，WTA是一級錦標賽。

## 冠軍
单打列出冠亚军以及决赛比分，双打列出冠军组合。

### 男子單打
莱顿·休伊特 擊敗  蒂姆·亨曼（6–1, 6–2）
- 這是莱顿·休伊特職業生涯第14個單打冠軍。

### 女子單打
達妮埃拉·漢圖霍娃 擊敗  玛蒂娜·辛吉斯（6–3, 6–4）
- 這是達妮埃拉·漢圖霍娃職業生涯第1個單打冠軍。

### 男子雙打
马克·诺尔斯 /  丹尼尔·内斯特

### 女子雙打
麗莎·雷蒙德 /  雷内·斯塔布斯

## 外部連結
- 官方網站